# Domanjševci
Domanjševci (mađarski: Domonkosfa) je naselje u slovenskoj općini Šalovcima. Domanjševci se nalaze u pokrajini Prekmurju i statističkoj regiji Pomurju. 

## Stanovništvo
Prema informacijama iz 2013. godine naselje je imalo 274 stanovnika.